# Rho Draconis
Rho Draconis (ρ Draconis, förkortat Rho Dra, ρ Dra) som är stjärnans Bayerbeteckning, är en ensam stjärna belägen i östra delen av stjärnbilden Draken. Den har en skenbar magnitud på 4,52 och är svagt synlig för blotta ögat. Med stjärnans beräknade avstånd minskar den skenbara magnituden med 0,027 genom skymning orsakad av mellanliggande stoft. Baserat på parallaxmätning inom Hipparcosuppdraget på 7,6 mas, beräknas den befinna sig på ett avstånd av 429 ljusår (131 parsek) från solen.

## Egenskaper
Rho Draconis är en orange till röd jättestjärna av spektralklass K3 III. Den är förbi den första utjämningsfasen av dess utveckling bort från huvudserien och har ett tydligt spektrum av en CN-stjärna, som visar onormala absorptionslinjer för dicyan och kalcium. Den har expanderat till en radie som är 28 gånger solens radie. Den utsänder från sin yttre atmosfär ca 400 gånger mer energi än solen vid en effektiv temperatur på 4  370 K.